# Lago Tai
El lago Tai (en chino, 太湖; pinyin, Tài·Hú; literalmente, ‘gran lago’) o por tautopónimia Taihu, es un gran lago de la República Popular China situado en el delta del río Yangtsé. Con un área de 2250 km² y una profundidad media de 2 m, en el tercer lago de agua dulce del país, después del lago Poyang y del lago Dongting.

## Características
El lago está en una de las zonas de mayor producción de grano de todo el país. Es la base de una importante industria pesquera. En el lago se encuentra también roca calcárea de gran calidad utilizada en decoración. Este tipo de roca es el más utilizado en la decoración de jardines, tradicionales en la zona de Suzhou.
En el lago hay unas 90 islas. Algunas son muy pequeñas pero otras tienen un tamaño considerable. El paisaje del lago se ha convertido en atractivo para los turistas.
El mejor punto para ver el lago es desde el Parque Xihui en Wuxi. Desde lo alto de la Pagoda del dragón de la luz se puede ver una panorámica del lago y de la ciudad de Wuxi y del lago. El parque termina en unos jardines datados en la dinastía Ming.

## Contaminación

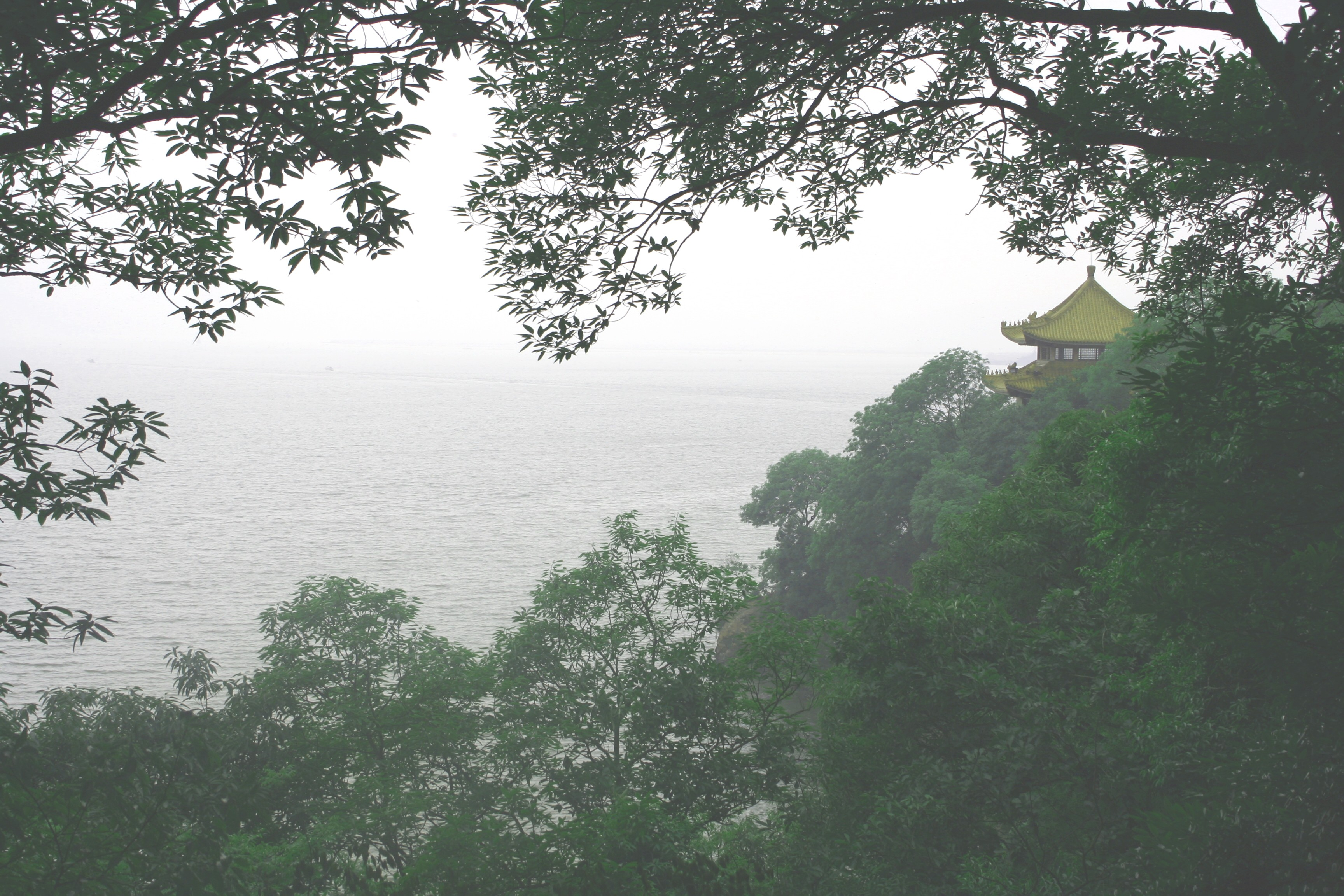
Vista del Lago Tai.

En mayo de 2007 el lago se vio profundamente afectado por la masiva aparición de algas y la consecuente contaminación por cianobacterias. El gobierno de China ha considerado que se trata de un desastre natural, pese al claro origen antrópico de la marcada y creciente degradación ambiental. Con un aumento del 600% del precio del agua embotellada, el gobierno ha prohibido a los proveedores de agua de la región cualquier alza de precio. De hecho, el lago es la fuente de agua de 30 millones de personas, entre ellas cerca de un millón en la ciudad de Wuxi. La provincia de Jiangsu ha expresado su intención de limpiar el lago.
Las iniciativas gubernamentales no han sido eficaces ni de envergadura, y en 2010 se ha presentado una emergencia similar. Uno de los líderes ambientalistas que ha dado a conocer los problemas del lago, Wu Lihong, recibió una pena de tres años de prisión después de ser arrestado y juzgado por presunta extorsión de uno de los contaminadores. Sin embargo, existen indicios de que se trata de una estrategia de desprestigio, en particular por el registro escrito que lleva el activista de sus denuncias anta las autoridades competentes. En 2010, el señor Wu afirmó de hecho que no se había cerrado ni una sola fábrica, y que las autoridades seguían vigilándolo. Wen Jiabao, el actual Presidente de China, fijó el objetivo de limpiar el lago para 2012.